# Heinrich Negelin
Heinrich Negelin, auch Heinrich Nagele, (* in Augsburg; † Oktober 1520 in Augsburg) war ein deutscher Geistlicher.
Negelin wurde 1481 zum Priester für das Bistum Konstanz geweiht. Zur Zeit von Papst von Julius II. wurde er am 6. Dezember 1506 zum Titularbischof von Adramyttium und zum Weihbischof in Augsburg ernannt. Achille Grassi, Bischof von Città di Castello, weihte ihn am 13. Dezember 1506 in Aula Magna in Bologna zum Bischof. Mitkonsekratoren waren Gilippo Pallavicini, Bischof von Ajaccio, und Basilio Mascardi, Bischof von Todi.